# جوليا برادبري
جوليا برادبري (بالإنجليزية: Julia Bradbury)‏ هي مقدمة تلفزيونية بريطانية، ولدت في 24 يوليو 1970 في دبلن في جمهورية أيرلندا.

## وصلات خارجية
- الموقع الرسمي
- جوليا برادبري على موقع IMDb (الإنجليزية)
- جوليا برادبري على موقع قاعدة بيانات الفيلم (الإنجليزية)